# Дољола
Дољола (итал. Dogliola) је насеље у Италији у округу Кјети, региону Абруцо.
Према процени из 2011. у насељу је живело 378 становника. Насеље се налази на надморској висини од 446 м.

## Становништво
Према резултатима пописа становништва 2011. у општини је живело 389 становника.
| 1931. | 1936. | 1951. | 1961. | 1971. | 1981. | 1991. | 2001. | 2011. |
| ----- | ----- | ----- | ----- | ----- | ----- | ----- | ----- | ----- |
| 924   | 976   | 1.072 | 788   | 598   | 521   | 451   | 415   | 389   |